# Во все тяжкие (3-й сезон)
Премьера третьего сезона американской телевизионной драмы «Во все тяжкие» состоялась 21 марта 2010. Показ новых эпизодов продолжался до 13 июня 2010. Он состоял из 13 эпизодов, каждый продолжительностью по 47 минут. Новые эпизоды показывались по воскресеньям в 10 вечера на кабельном телеканале AMC в США. Полный третий сезон был выпущен на DVD для Региона 1 и на Blu-ray для Региона А 7 июня 2011.
Во 2 сезоне в качестве приглашённых звёзд появились такие актеры, как Боб Оденкерк, Джанкарло Эспозито и Джонатан Бэнкс, которые соответственно играют Сола Гудмана, Гуса Фрингa и Майка Эрмантраута. В 3 сезоне они вошли в основной актерский состав.

## В ролях

### Основной состав
- Брайан Крэнстон — Уолтер Уайт
- Анна Ганн — Скайлер Уайт
- Аарон Пол — Джесси Пинкман
- Дин Норрис — Хэнк Шрейдер
- Бетси Брандт — Мари Шрейдер
- Ар Джей Митт — Уолтер Уайт-мл.
- Боб Оденкерк — Сол Гудман
- Джанкарло Эспозито — Густаво «Гус» Фринг
- Джонатан Бэнкс — Майк Эрмантраут

### Второстепенный состав
- Джеремайя Битсуи — Виктор
- Дэниел Монкада — Леонель Саламанка
- Стивен Майкл Кесада — Стивен Гомес
- Чарльз Бейкер — Тощий Пит
- Кристофер Казенс — Тед Бенеке
- Луис Монкада — Марко Саламанка
- Дэвид Костабайл — Гейл Беттикер
- Майкл Шамус Уайлз — Джордж Меркерт
- Джир Бёрнс — лидер группы
- Мэтт Л. Джонс — «Барсук»
- Марк Марголис — Гектор «Тио» Саламанка
- Хавьер Граэда — Хуан Болса
- Эмили Риос — Андреа Кантильо
- Кармен Серано — директор Кармен Молина
- Джон де Ланси — Дональд Марголис
- Ларри Хэнкин — Старый Джо
- Тесс Харпер — миссис Харпер
- Том Кише — Кловис
- Кристен Риттер — Джейн Марголис
- Родни Раш — Комбо
- Мариус Стан — Богдан
- Дэнни Трехо — Тортуга

## Эпизоды
| № общий | № в сезоне | Название                                | Режиссёр        | Автор сценария                  | Дата премьеры  | Зрители в США (млн) |
| --- | ---------- | --------------------------------------- | --------------- | ------------------------------- | -------------- | ------------------- |
| 21 | 1          | «Хватит!» «No Más»                      | Брайан Крэнстон | Винс Гиллиган                   | 21 марта 2010  | 1,95                |
| Джесси проходит курс лечения от наркозависимости в реабилитационном центре. По требованию супруги Уолтер Уайт уезжает из дому и поселяется в гостинице. Он признаётся жене, что изготавливал метамфетамин. Скайлер потрясена этим известием и ставит мужу условие: она готова сохранить тайну, если Уолтер согласится на развод. Скайлер обращается в юридическую фирму и начинает бракоразводный процесс. Их сын, Уолтер Уайт-младший, болезненно переживает семейный конфликт. Уолтер забирает Джесси из клиники и привозит к себе. Джесси мучает комплекс вины, Уолт пытается успокоить напарника. Уолтер встречается с Гусом и сообщает ему, что решил выйти из бизнеса. Гус делает Уолту предложение на 3 миллиона долларов, но тот отказывается. Новые персонажи, таинственные братья-близнецы, пересекают границу между Мексикой и США на грузовике вместе с мексиканцами-нелегалами, затем убивают всех пассажиров и водителя и поджигают грузовик. |            |                                         |                 |                                 |                |                     |
| 22 | 2          | «Безымянный конь» «Caballo sin Nombre»  | Адам Бернштейн  | Питер Гулд                      | 28 марта 2010  | 1,55                |
| Неприятности в личной жизни приводят Уолтера Уайта к нервному срыву - его задерживают за неуважительное отношение к полицейскому, но вскоре отпускают. Уолта навещает адвокат Сол Гудман. Он успокаивает своего клиента, выражая уверенность, что супруга учителя не донесёт на своего мужа, так как не захочет неприятностей для себя самой и своих детей. Сол советует мистеру Уайту забыть о неблагодарной жене, найти другую женщину и вернуться к производству метамфетамина. Близнецы навещают в доме престарелых дядю наркобарона Туко и узнают от него имя «Уолтер Уайт». Скайлер продолжает выходить на работу, но по-прежнему отказывается закрывать глаза на финансовые махинации своего начальника, Теда. Сол Гудман помогает Джесси купить выставленный его родителями на продажу дом его тёти. Упомянув о находившейся в доме лаборатории по производству метамфетамина, ему удаётся сбить цену с 875 тысяч долларов до 400 тысяч. Сол поручает своему помощнику, Майку, следить за женой Уолта. Майк устанавливает в доме Уайтов микрофоны. Уолт возвращается домой и отправляется в душ. За дверью его дожидаются проникшие в дом близнецы, один из них держит в руках топор. Близнецам приходит сообщение «POLLOS» (цыплята). Когда Уолт выходит из душа, близнецов в комнате уже нет. |            |                                         |                 |                                 |                |                     |
| 23 | 3          | «Я.П.Т. (Я переспала с Тедом)» «I.F.T.» | Мишель Макларен | Джордж Мастрас                  | 4 апреля 2010  | 1,33                |
| Несмотря на возражения супруги, Уолт возвращается в свой дом. Сол Гудман навещает Джесси и просит его оказать влияние на бывшего напарника: Сол хочет, чтобы Уолт и Джесси вернулись к производству метамфетамина. Из Мексики прибывает представитель наркокартеля, который встречается с Гусом и сообщает последнему о желании своих боссов отомстить Уолту Уайту за смерть Туко. Оказывается, близнецы, прибывшие из Мексики, — это кузены застреленного Хэнком наркодилера, которые тоже жаждут отмщения. В стремлении заставить мужа покинуть их дом, Скайлер сообщает своему адвокату о незаконной деятельности супруга. Та советует Скайлер сообщить об этом в полицию. Уолтер просит жену принять заработанные им продажей наркотиков деньги. Вечером того же дня Скайлер признаётся мужу, что изменила ему с Тедом. |            |                                         |                 |                                 |                |                     |
| 24 | 4          | «Зелёный свет» «Green Light»            | Скотт Уинант    | Сэм Кэтлин                      | 11 апреля 2010 | 1,46                |
| Джесси возвращается к производству метамфетамина. На этот раз он действует в одиночку — запасается всем необходимым, садится в фургон и уезжает в пустыню. Уолтеру становится известно о «жучках» в его доме, он требует, чтобы Сол убрал их. Из-за прогулов и заметно изменившегося поведения Уолтера отправляют в неограниченный отпуск. Джесси изготавливает первую партию мета и просит бывшего напарника свести его с оптовиком. Уолт возмущён тем обстоятельством, что Джесси использовал изобретённую им формулу без разрешения, а также низким качеством продукта, — поэтому отказывается свести Джесси с Гусом. Чтобы убедиться в пригодности изготовленного им мета, Джесси раздаёт наркоманам пробные дозы. Хэнк обеспокоен новым появлением «синего мета» на своей территории. Он идёт по следу одного из пробников и выясняет, что распространитель перемещается на трейлере. Роман Скайлер с начальником продолжается, семейная жизнь Уолтера трещит по всем швам. Гус нарушает своё правило не работать с торчками и покупает у Джесси изготовленный им мет, причём платит ему ровно половину стоимости. Остальную половину доставляют Уолтеру — Гус надеется, что это заставит мистера Уайта присоединиться к своему напарнику и продолжить производство наркотика. Хэнк отказывается от повышения и переезда в Эль-Пасо, так как чувствует, что подобрался к таинственному Хайзенбергу вплотную и вот-вот схватит его. |            |                                         |                 |                                 |                |                     |
| 25 | 5          | «Ещё» «Más»                             | Йохан Ренк      | Мойра Уолли-Бекетт              | 18 апреля 2010 | 1,61                |
| Хэнк идёт по следу Хайзенберга, обследуя один за другим фургоны, подходящие под описание. Гус Фринг пытается сыграть на профессиональной гордости Уолтера: он предлагает ему продолжить изготовление метамфетамина в специально оборудованной для этого ультрасовременной лаборатории. После некоторых колебаний Уолтер соглашается. Потеряв надежду на нормализацию отношений с супругой, Уолт покидает дом, оставив в детской подписанное им заявление на развод и забрав сумку с деньгами. Хэнку становится известно, что разыскиваемый им трейлер некоторое время назад был угнан у семьи Ортего. В комнате застреленного два месяца назад Комбо Хэнк находит фотографию Джесси. |            |                                         |                 |                                 |                |                     |
| 26 | 6          | «Закат» «Sunset»                        | Джон Шибан      | Джон Шибан                      | 25 апреля 2010 | 1,64                |
| Уолтер поселяется в купленном им доме, звонит жене и сообщает ей, что будет продолжать заботиться о семье. Джесси собирается производить метамфетамин самостоятельно и пытается восстановить свою старую сеть распространения. Уолтер начинает работу в оборудованной специально для него подпольной лаборатории и сразу же проникается симпатией к своему новому напарнику, Гейлу Беттикеру, — обаятельному и очень квалифицированному учёному-химику. Хэнк идёт по следу трейлера-лаборатории и обнаруживает его на одной из стоянок в тот момент, когда внутри фургона находятся Уолтер и Джесси. Бывшие напарники запирают дверь, а Хэнк, полагая, что в трейлере прячется один только Джесси, пытается выманить его наружу. По просьбе Уолтера в дело вмешивается Сол Гудман - с помощью ложного звонка ему удаётся отозвать Хэнка от трейлера и таким образом спасти своих клиентов от казавшегося неизбежным провала. Сразу после того как Хэнк покидает стоянку, трейлер утилизируют на глазах Уолта и Джесси. Гус Фринг ещё раз встречается с жаждущими мести близнецами и запрещает им трогать Уолтера Уайта. Он называет наёмникам имя агента УБН, непосредственно ответственного за смерть их кузена, — Хэнк Шрейдер. |            |                                         |                 |                                 |                |                     |
| 27 | 7          | «Одна минута» «One Minute»              | Мишель Макларен | Томас Шнауц                     | 2 мая 2010     | 1,52                |
| Хэнк взбешён тем обстоятельством, что преступникам, которые уже практически были у него руках, всё-таки удалось улизнуть. Он выслеживает Джесси и жестоко избивает его на пороге собственного дома. На время служебного расследования Хэнка отстраняют от работы. В разговоре с мужем Скайлер пытается выяснить степень его вовлечённости в преступный бизнес. Она просит Уолтера повлиять на своего бывшего напарника — чтобы тот не подавал иск против Хэнка. Потому что такой иск может поломать карьеру Хэнка и разорить его семью. Однако Уолтер отказывается помочь. Он больше не считает Хэнка родственником. Уолтер предлагает Джесси опять стать его ассистентом и партнёром, но тот отказывается — он не против заработка, но не желает больше иметь ничего общего с мистером Уайтом. Спустя короткое время Джесси меняет своё решение: он звонит Уолтеру и сообщает ему о своей готовности вновь стать его помощником и партнёром. Служебное расследование проступка Хэнка завершено: его окончательно отстраняют от работы и лишают жетона и табельного оружия. Когда Хэнк садится в машину на стоянке около супермаркета, ему звонит неизвестный и предупреждает Хэнка об опасности. Спустя минуту Хэнка атакуют братья-близнецы. В результате перестрелки Хэнк получает тяжёлые ранения, однако ему удаётся сбить машиной одного из братьев и застрелить второго.                                                         |            |                                         |                 |                                 |                |                     |
| 28 | 8          | «Я вижу тебя» «I See You»               | Колин Бакси     | Дженнифер Хатчисон              | 9 мая 2010     | 1,78                |
| Уолтер увольняет Гейла, и приводит вместо него в лабораторию своего бывшего напарника, Джесси. Гус требует от них 90 кг метамфетамина в неделю. Хэнка доставляют в госпиталь и сразу же оперируют, его состояние тяжёлое. Боссы мексиканского наркокартеля обеспокоены ранением одного из своих наёмников и гибелью другого, они собираются докопаться до правды — почему близнецам вздумалось нападать на агента ОБН (отдел по борьбе с наркотиками). В телефонном разговоре с одним из боссов Гус Фринг умалчивает о своей причастности к этому нападению. Узнав о ранении свояка, Уолтер покидает лабораторию и едет в больницу. Семья проводит в госпитале весь день. Уолтер запрещает Джесси работать самостоятельно, поэтому тот изнывает от безделья. ОБН надеется получить полезную для расследования информацию от выжившего близнеца, однако тот внезапно умирает в больничной палате. Понятно, что к его смерти приложил руку Гус Фринг. Боссы наркокартеля начинают догадываться о роли Фринга в произошедшем и звонят ему с угрозами. |            |                                         |                 |                                 |                |                     |
| 29 | 9          | «По-кафкиански» «Kafkaesque»            | Майкл Словис    | Питер Гулд и Джордж Мастрас     | 16 мая 2010    | 1,61                |
| Уолтер и Джесси напряжённо работают в нарколаборатории и регулярно выполняют доведенный им Гусом Фрингом план по производству мета — 90 кг в неделю. Прооперированный Хэнк идёт на поправку. Его напарник, Стив, навещает Хэнка в больнице и сообщает ему, что синий мет опять появился в их регионе. Хэнк не удивлён, так как предсказывал именно такое развитие событий. Уолтер встречается с Гусом Фрингом, и они обсуждают стратегию сотрудничества. Гус обещает Уолтеру за его работу 15 миллионов долларов в год. Выясняется, что страховка Хэнка не покрывает всех физиотерапевтических процедур, необходимых ему для скорейшего выздоровления. Поэтому Скайлер и Уолтер предлагают родственникам финансовую помощь. Появление у них семизначной суммы денег они объясняют удачной игрой Уолтера в подпольных казино. Несмотря на огромные заработки, Джесси начинает приворовывать метамфетамин из лаборатории и распространять украденное через своих старых приятелей-бегунков. |            |                                         |                 |                                 |                |                     |
| 30 | 10         | «Муха» «Fly»                            | Райан Джонсон   | Сэм Кэтлин и Мойра Уолли-Бекетт | 23 мая 2010    | 1,20                |
| Уолтер замечает несоответствие между произведенным и отгруженным количеством метамфетамина — каждый раз недостаёт примерно 200 граммов. Вследствие пережитого Уолта мучает бессонница и у него начинаются проблемы с психикой. В лабораторию влетает муха. Это приводит Уолта в бешенство: пытаясь убить муху, он гоняется за ней по всей лаборатории, падает с высоты и едва не получает серьёзную травму. Уолт считает, что муха может загрязнить изготовляемый напарниками продукт, поэтому он не разрешает Джесси начать работу над новой партией мета до тех пор, пока залетевшая к ним муха не будет поймана. Джесси подключается к охоте на муху, и в конце концов напарникам всё-таки удаётся её ликвидировать. Пытаясь утихомирить Уолтера, Джесси подсыпает тому в кофе несколько таблеток снотворного — Уолтер вырубается, и текущую партию мета Джесси изготавливает самостоятельно. |            |                                         |                 |                                 |                |                     |
| 31 | 11         | «Эбикью» «Abiquiu»                      | Мишель Макларен | Джон Шибан и Томас Шнауц        | 30 мая 2010    | 1,32                |
| Приходит первый счёт за лечение Хэнка. Мари передаёт его сестре. Скайлер хочет, чтобы деньги Уолтера были отмыты наилучшим образом. В разговоре с Солом Гудманом она убеждается, что адвокат недостаточно квалифицирован в этом вопросе, и предлагает мужу более надёжную схему легализации доходов. Джесси недоволен объёмами продаж мета на улице, поэтому берётся помочь своим бегункам. Он знакомится с девушкой по имени Андреа и узнаёт от неё, что её младшего брата, 11-летнего Томаса, местные бандиты некоторое время назад втянули в преступную деятельность по торговле наркотиками. И что при посвящении в банду Томаса заставили убить влезшего на их территорию уличного торговца метом. Выяснив детали, Джесси догадывается, что речь идёт о застреленном два месяце назад его приятеле Комбо. Выясняется, что Скайлер не довела развод с Уолтером до конца и формально они по-прежнему состоят в браке. Оба понимают, что никто не может заставить Скайлер свидетельствовать против своего супруга, поэтому Скайлер предлагает мужу лично возглавить процесс отмывки нелегальных заработков Уолтера. Гус приглашает Уолтера на ужин, в ходе которого даёт ему совет не повторять ошибок. |            |                                         |                 |                                 |                |                     |
| 32 | 12         | «Полумеры» «Half Measures»              | Адам Бернштейн  | Сэм Кэтлин и Питер Гулд         | 6 июня 2010    | 1,19                |
| Состояние Хэнка постепенно улучшается, но он не желает покидать госпиталь до своего полного выздоровления. Джесси порывается отомстить бандитам, убившим Комбо. Уолтер пытается отговорить его от этой рискованной затеи. Помощник Сола, а также, как оказалось, доверенное лицо Гуса Фринга, Майк Эрмантраут, предупреждает Уолтера об исходящей от Джесси опасности для него лично и всего их бизнеса. Майк намекает Уолтеру, что его неадекватного напарника давно уже пора устранить. Гус Фринг сводит Джесси с убившими Комбо бандитами и во имя общего блага предлагает им помириться. Гус ясно даёт понять всем им, что не потерпит ни малейшей угрозы своему бизнесу. Джесси неохотно пожимает бандитам руки, и они расходятся. Спустя короткое время брата Андреа, Томаса, находят убитым, и Джесси возвращается к идее мести. Он выслеживает бандитов, они сближаются, направив друг на друга оружие. Уолтер узнаёт о гибели Томаса из новостей и бросается на поиски Джесси. Он поспевает как раз вовремя — стрельба ещё не началась. На полной скорости Уолтер сбивает обоих бандитов, а потом, выйдя из машины, стреляет одному из них в голову. |            |                                         |                 |                                 |                |                     |
| 33 | 13         | «Полная мера» «Full Measure»            | Винс Гиллиган   | Винс Гиллиган                   | 13 июня 2010   | 1,56                |
| Гус Фринг разозлён разыгравшимися вокруг убийства 11-летнего Томаса событиями и участием в них Уолтера Уайта. Гус хотел бы наказать Джесси, но тот исчезает — возможно, он покинул страну. Проявив присущий ему прагматизм, мистер Фринг справляется с эмоциями и позволяет Уолтеру продолжить изготовление метамфетамина в его лаборатории. Гус присылает Уолту в помощники прежнего ассистента — Гейла Беттикера. Мистер Фринг сообщает Гейлу о болезни Уолтера и о том, что в скором времени Гейлу, возможно, придётся возглавить лабораторию. Гейл обещает Уолтеру, что не будет больше делать в работе ошибок, и просит мистера Уайта обучить его всем технологическим премудростям. Уолтер начинает осознавать, что как только Гейл полностью освоит методику изготовления синего мета, он сам станет не нужен Гусу Фрингу, — ведь одного квалифицированного повара достаточно. В конце эпизода Гус отдаёт своим подручным приказ расправиться с Уолтером, но Джесси успевает застрелить Гейла несколькими минутами раньше и тем самым спасает жизнь своему напарнику. |            |                                         |                 |                                 |                |                     |